# Bataille de Kurukshetra

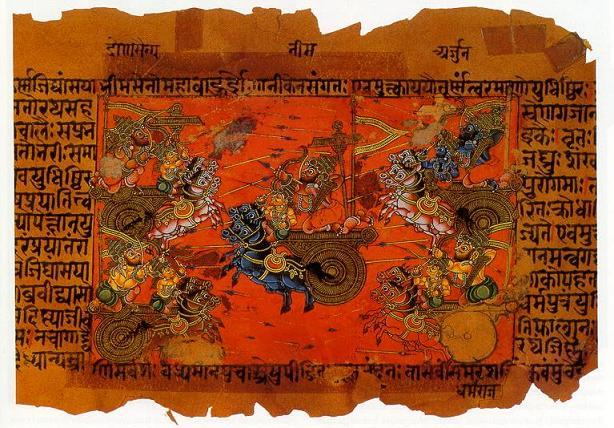
Illustration de la bataille de Kurukshetra

La bataille de Kurukshetra (devanagari : कुरुक्षेत्र युद्ध) est la bataille qui, pendant 18 jours, opposa les Kauravas aux Pandavas, et forme une partie essentielle de l'épopée sanskrite de la mythologie hindoue, le Mahābhārata.
D'après le Mahābhārata, une lutte dynastique entre les clans frères des Kauravas et des Pandavas pour le trône de Hastinapur s'est soldée en une bataille dans laquelle tous les anciens royaumes ont participé en tant qu'alliés des deux clans rivaux. Les Pandavas vaincront et reprendront ainsi le pouvoir. La bataille a eu lieu à Kurukshetra, dans l'État moderne de Haryana, en Inde.